# Table lumineuse

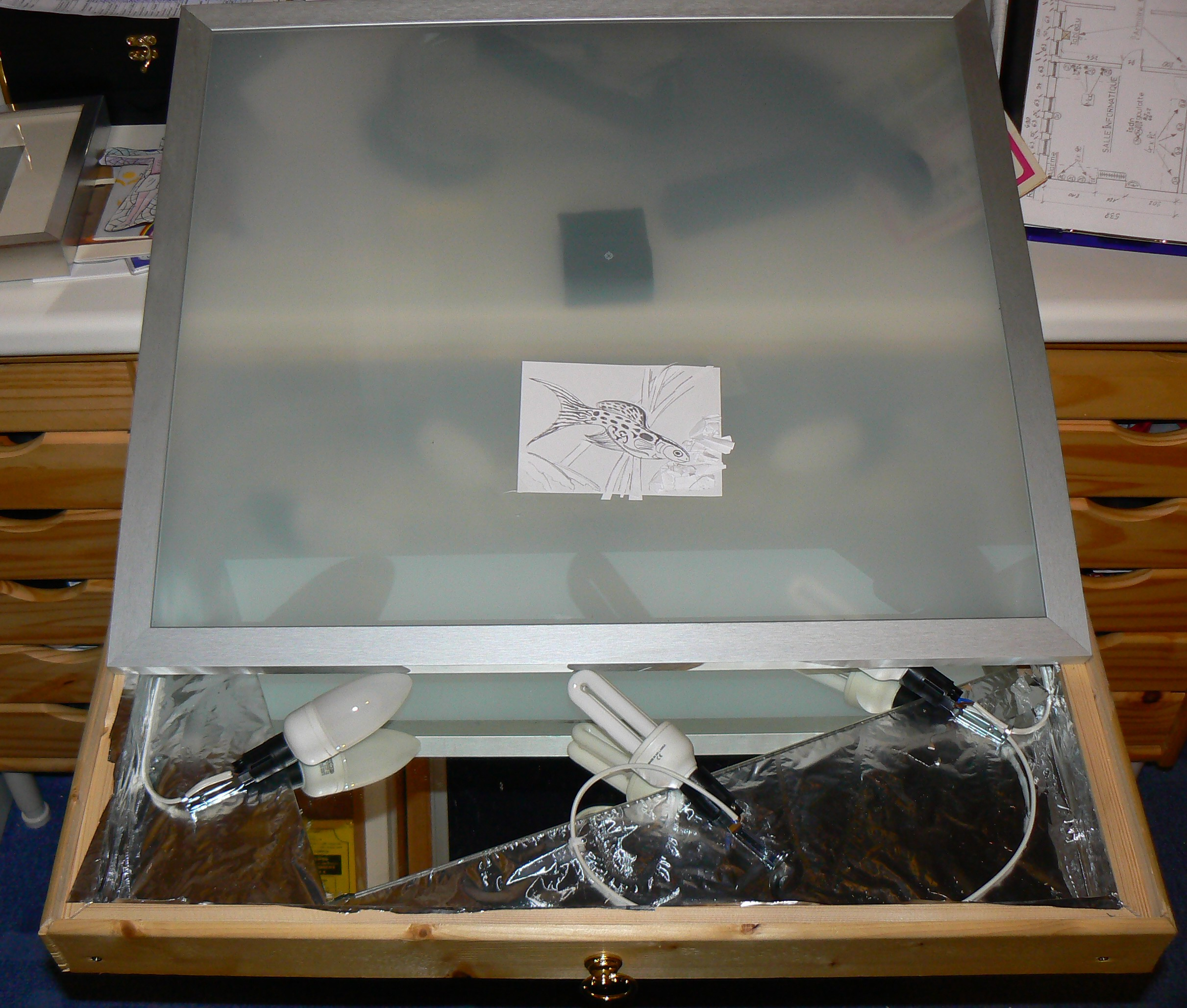
Table lumineuse artisanale

Une table lumineuse est une table de travail constituée d'une vitre éclairée par-dessous, utilisée dans le domaine des arts graphiques, qui permet de travailler avec des documents transparents ou translucides. Selon sa destination, la table lumineuse peut avoir des dimensions variables : du simple boîtier permettant d'examiner un négatif photographique (négatoscope) aux tables servant aux mises en page sur films des imprimeries ou aux négatoscopes verticaux dédiés à la lecture de clichés d'imagerie médicale.

## Description
La table lumineuse se compose d'une source lumineuse électrique, généralement des tubes fluorescents, surmontée d’un « plan de travail » en verre dépoli qui diffuse la lumière uniformément et évite l’exposition directe aux lampes. Une vitre claire est souvent placée au-dessus du verre dépoli, pour renforcer l'isolation thermique et éviter que le grain du dépoli ne perturbe la bonne vision du document, surtout lorsqu'on l'observe avec un dispositif optique comme un compte-fils, en photographie et photogravure. Les modèles simples utilisent, à la place du verre, des plastiques type « plexiglas » ou équivalents.
Les tables lumineuses actuelles ont un éclairage par lampes LED. Ne chauffant pas, elles peuvent avoit une épaisseur réduite, inférieure à 20 mm. Certaines fonctionnent sur batteries et sont donc facilement transportables.
Selon les techniques dans laquelle elle est utilisée, la table lumineuse peut être un plateau monté sur un pied à vérin (photocomposition), le plan peut être inclinable (BD, animation), et peut même tourner (animation). Elle peut aussi être murale lorsqu’elle est destinée à une simple observation (négatoscopes).

## Utilisations

### Photographie

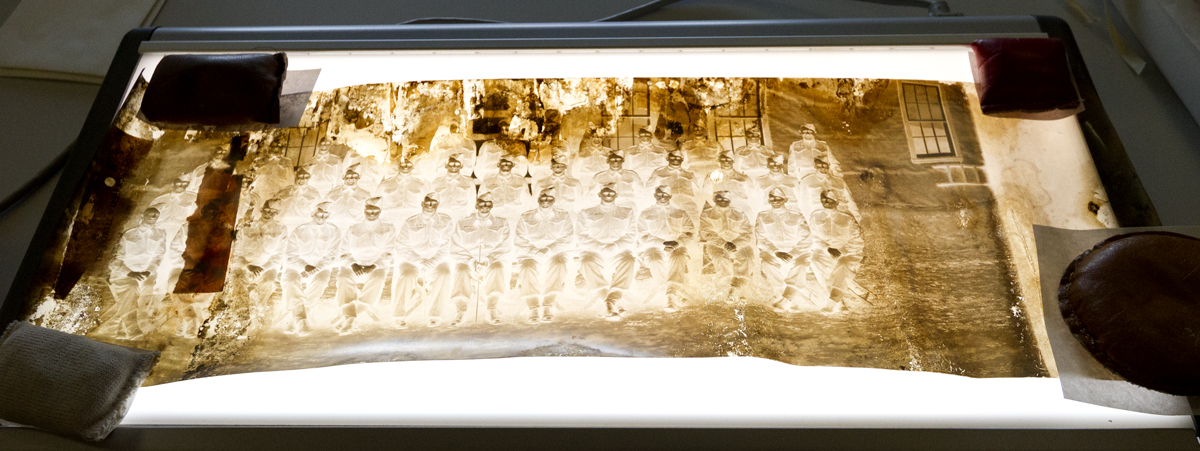
Ancien négatif photographique de film en nitrate, affiché sur un négatoscope. Bibliothèque et Archives Canada

La table lumineuse, aussi appelée négatoscope, sert à examiner les négatifs. Pour l'examen et la comparaison de photographies sur films (diapositives) la table lumineuse doit fournir une lumière précisément dosée (température de couleur entre 5000 et 6000 K) et uniformément répartie. L’usage de hautes fréquences évite les vibrations de la lumière des lampes fluorescentes ordinaires.
Les logiciels de photographie proposent une option « table lumineuse » (ou équivalent) pour placer côte à côte plusieurs photographies et les comparer.

#### Radiographie

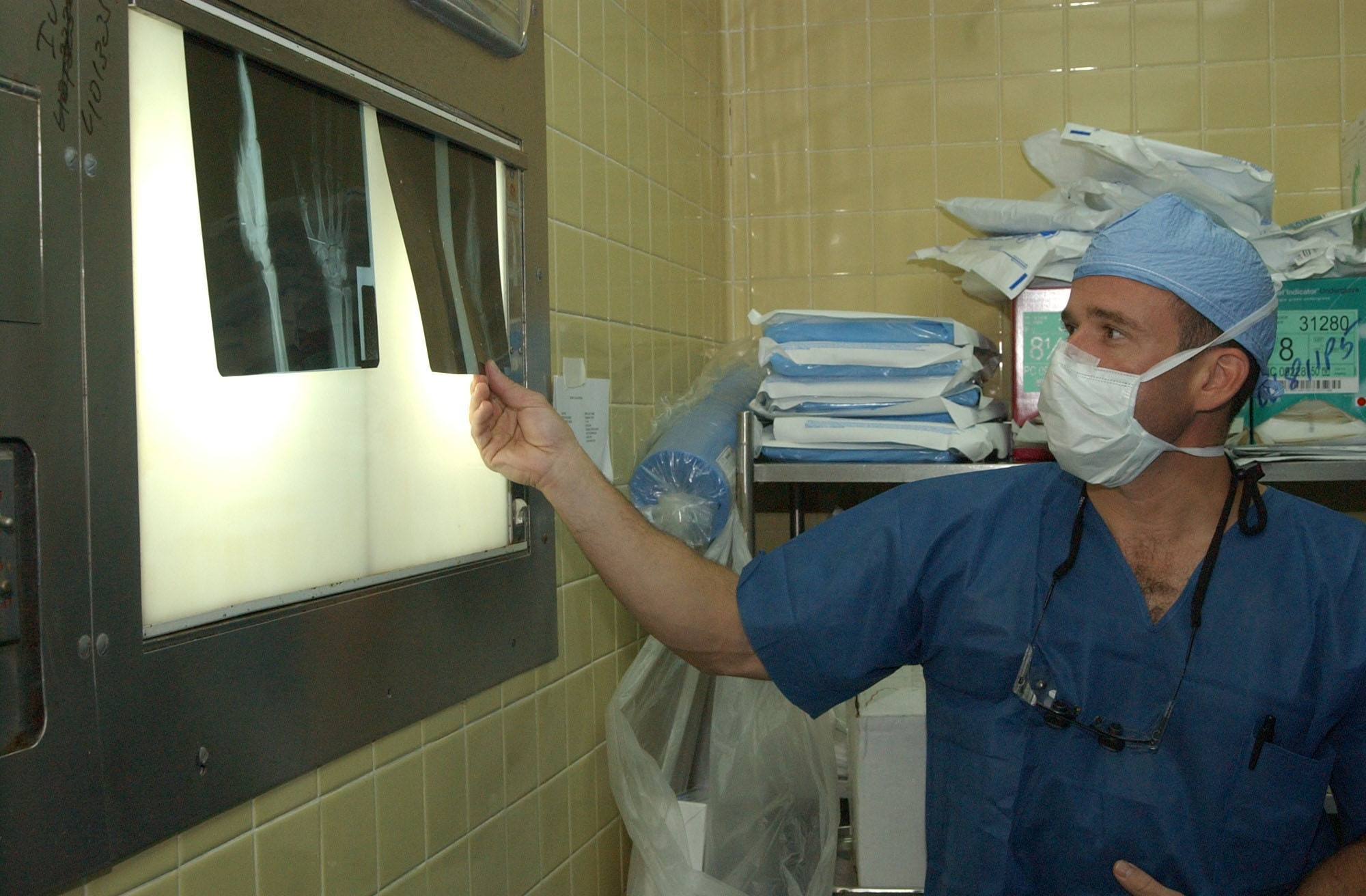
Négatoscope à usage médical

Le négatoscope est utilisé en médecine pour observer les radiographies. Les dimensions sont fonction des types de clichés. Il est souvent installé en position murale et est muni d’un système de pince pour maintenir les clichés. Il peut avoir un réglage pour la puissance de la lumière (faible pour un cliché de radiographie, forte pour un cliché de mammographie).

### Imprimerie
La table lumineuse sert au montage et à la mise en page des films, dans les techniques d’impression basées sur la photosensibilisation des formes imprimantes : l’offset, la sérigraphie. Elle était indispensable avant la généralisation de l'outil informatique et les logiciels de PAO. C’est dans ce cas un meuble de grandes dimensions, horizontal pour travailler sur n’importe quel côté, ou inclinable.

### Dessin
La table lumineuse permet de « décalquer » directement une image sur un support non transparent, mais translucide, comme un papier à dessin. L’image à copier placée dessous doit évidemment être elle-même sur un support suffisamment translucide. On évite ainsi le stade intermédiaire du papier calque, fastidieux et salissant. 
Dans ce cas la table lumineuse peut être bricolée à peu de frais pour des utilisations occasionnelles, ne nécessitant pas une température de lumière précise ni une répartition de la lumière uniforme, mais demande cependant, pour une utilisation régulière, une bonne isolation thermique (risque de surchauffe, même avec des lampes fluorescentes) et des dimensions suffisantes pour le confort de travail. 
La table lumineuse est utilisée dans tous les domaines du dessin : le graphisme, la bande dessinée, pour travailler successivement plusieurs ébauches, et passer d’une ou plusieurs ébauches à une exécution définitive.

### Animation
En animation on utilise la table lumineuse afin de dessiner tout en voyant la différence avec l'image précédente, suivante ou les deux. Elle sert également à mettre les dessins au propre. Le plan d’animation, intégré dans un plateau inclinable, peut tourner sur 360° et comporte un système de tenons standardisé (2 longs autour, 1 rond au centre), afin de maintenir les feuilles à un endroit précis pour le calage des différentes étapes de l’animation.
L'équivalent numérique de cet outil s'appelle la pelure d'oignon.